# Dichromodes ainaria
Dichromodes ainaria là một loài bướm đêm trong họ Geometridae.